# Albert Christian Heinrich von Brühl
Albert Christian Heinrich von Brühl (gelegentlich auch: Albrecht Christian Heinrich von Brühl; * 11./12. Juli 1743 in Dresden; † 30. März 1792 in Pförten) war Ritter des Malteserordens, sächsischer und preußischer Generalmajor sowie preußischer Diplomat.

## Leben
Er war der Sohn des sächsischen Premierministers Heinrich von Brühl und dessen Ehefrau Maria Anna Franziska, geborene Gräfin von Kolowrat-Krakowsky (1717–1762).
Schon 1746 kam er in die kursächsische Armee. Dort wurde er 1748 als Leutnant in die Listen des Chevaulegersregiments „Graf Brühl“ geführt und ab dem 14. Januar 1749 als Premierleutnant. Am 29. September 1750 wurde er Hauptmann mit eigener Kompanie und stieg bis Ende Februar 1762 zum Oberstleutnant auf. Am 11. Februar 1763 wurde er dem Infanterieregiment „Graf Brühl“ zugewiesen und avancierte am 21. Mai 1763 zum Oberst und Chef des Regiments.
Am sächsischen Hof war Brühl bereits am 1. Januar 1757 Kammerjunker und am 10. März 1759 Kammerherr geworden. 1764 verließ er das Militär, um aber 1767 als Generaladjutant wieder angestellt zu werden. Im Jahr 1775 wurde er Kommandant des Infanterieregiments „Prinz Maximilian“, 1783 dann Generalmajor und Chef des Infanterieregiments „Graf Anhalt“. Im Jahr 1787 holte der preußische König Friedrich Wilhelm II. ihn und seinen Bruder Carl Adolph in seine Dienste und wurde preußischer Vertreter am bayerischen Hof. Zudem wurde er vom König zum Generalmajor und 1792 zum Chef des Infanterieregiments „von Tiedemann“ ernannt. Er starb kurz danach.
1762 war er mit dem Archäologen Winkelmann nach Neapel gereist.

### Familie
Brühl heiratete am 11. November 1780 Laura Maria Walpurgis Gräfin von Minucci (1759–1824) die Tochter des bayerischen Generalleutnants Carl Adolf von Minucci und hatte mit ihr folgende Kinder:
- Friedrich August Karl Heinrich Mauritius (1781–1825)
- Heinrich Franz Xaver (*/† 1782)
- Max Heinrich (1785–1836)[5]
- Joseph August Laure (*/† 1786)
- Friedrich Wilhelm Karl (1788–1867), preußischer Generalleutnant

⚭ Bertha von Tschirschky (1800–1825)
⚭ Henriette von Camuzi (1803–1883), Schwester des Gideon von Camuzi
- Aloys Franz (1790–1792)
- Josephine Amalie Charlotte (*/† 1792)